# Szerbia a 2024. évi nyári olimpiai játékokon
Szerbia a franciaországi Párizsban megrendezett 2024. évi nyári olimpiai játékok egyik részt vevő nemzete volt. Az országot az olimpián 15 sportágban 114 sportoló képviselte, akik összesen 5 érmet szereztek.

## Birkózás
Férfi
Kötöttfogású
| Versenyző         | Versenyszám | Selejtező              | Nyolcaddöntő                 | Negyeddöntő                | Elődöntő          | Vigaszág elődöntő            | Bronz- mérkőzés   | Döntő             | Helyezés |
| Versenyző         | Versenyszám | Ellenfél Eredmény      | Ellenfél Eredmény            | Ellenfél Eredmény          | Ellenfél Eredmény | Ellenfél Eredmény            | Ellenfél Eredmény | Ellenfél Eredmény | Helyezés |
| ----------------- | ----------- | ---------------------- | ---------------------------- | -------------------------- | ----------------- | ---------------------------- | ----------------- | ----------------- | -------- |
| Georgii Tibilov   | 60 kg       | Enes Başar (TUR) · 7–8 | kiesett                      | kiesett                    | kiesett           | kiesett                      | kiesett           | kiesett           | 12.      |
| Nemes Máté        | 67 kg       |                        | Parviz Naszibov (UKR) · 2–3  |                            |                   | Amantur Ismailov (KGZ) · 0–8 | kiesett           | kiesett           | 10.      |
| Aleksandr Komarov | 87 kg       |                        | Payton Jacobson (USA) · 10–0 | Losonczi Dávid (HUN) · 2–2 | kiesett           | kiesett                      | kiesett           | kiesett           | 8.       |
| Mihail Kadžaja    | 97 kg       |                        | Mohamed Gabr (EGY) · 1–6     | kiesett                    | kiesett           | kiesett                      | kiesett           | kiesett           | 14.      |

Szabadfogású
| Versenyző       | Versenyszám | Selejtező         | Nyolcaddöntő              | Negyeddöntő                  | Elődöntő          | Vigaszág első kör | Vigaszág elődöntő                   | Bronz- mérkőzés        | Döntő             | Helyezés |
| Versenyző       | Versenyszám | Ellenfél Eredmény | Ellenfél Eredmény         | Ellenfél Eredmény            | Ellenfél Eredmény | Ellenfél Eredmény | Ellenfél Eredmény                   | Ellenfél Eredmény      | Ellenfél Eredmény | Helyezés |
| --------------- | ----------- | ----------------- | ------------------------- | ---------------------------- | ----------------- | ----------------- | ----------------------------------- | ---------------------- | ----------------- | -------- |
| Khetag Tsabolov | 74 kg       | erőnyerő          | Iman Mahdavi (EOR) · 10–0 | Takatani Daicsi (JPN) · 0–10 |                   |                   | Geandry Garzón (CUB) · visszalépett | Kyle Dake (USA) · 4–10 |                   | 5.       |

## Evezés
Férfi
| Versenyző                       | Versenyszám  | Előfutam | Előfutam | Vigaszág | Vigaszág | Elődöntő | Elődöntő | Elődöntő | Döntő | Döntő   | Döntő | Helyezés |
| Versenyző                       | Versenyszám  | Idő      | Hely.    | Idő      | Hely.    | Típus    | Idő      | Hely.    | Típus | Idő     | Hely. | Helyezés |
| ------------------------------- | ------------ | -------- | -------- | -------- | -------- | -------- | -------- | -------- | ----- | ------- | ----- | -------- |
| Martin Mačković Nikolaj Pimenov | Kétpárevezős | 6:17,36  | 4.       | 6:31,54  | 1.       | A/B      | 6:17,35  | 4.       | B     | 6:13,85 | 1.    | 7.       |

Női
| Versenyző    | Versenyszám  | Előfutam | Előfutam | Vigaszág | Vigaszág | Negyeddöntő | Negyeddöntő | Elődöntő | Elődöntő | Elődöntő | Döntő | Döntő   | Döntő | Helyezés |
| Versenyző    | Versenyszám  | Idő      | Hely.    | Idő      | Hely.    | Idő         | Hely.       | Típus    | Idő      | Hely.    | Típus | Idő     | Hely. | Helyezés |
| ------------ | ------------ | -------- | -------- | -------- | -------- | ----------- | ----------- | -------- | -------- | -------- | ----- | ------- | ----- | -------- |
| Jovana Arsić | Egypárevezős | 7:48,29  | 3.       | erőnyerő | erőnyerő | 7:56,18     | 5.          | C/D      | 7:44,60  | 1.       | C     | 7:26,09 | 1.    | 13.      |

## Kerékpározás

### Országúti kerékpározás
Férfi
| Versenyző   | Versenyszám   | Idő              | Helyezés |
| ----------- | ------------- | ---------------- | -------- |
| Ognjen Ilić | Mezőnyverseny | 6:39:27 (+19:53) | 64.      |

Női
| Versenyző   | Versenyszám   | Idő              | Helyezés |
| ----------- | ------------- | ---------------- | -------- |
| Jelena Erić | Mezőnyverseny | 4:10:47 (+11:24) | 66.      |

## Sportlövészet
Férfi
| Versenyző       | Versenyszám           | Selejtező | Selejtező | Döntő   | Döntő    |
| Versenyző       | Versenyszám           | Pont      | Helyezés  | Pont    | Helyezés |
| --------------- | --------------------- | --------- | --------- | ------- | -------- |
| Damir Mikec     | Légpisztoly           | 584       | 1.        | 136,9   | 7.       |
| Lazar Kovačević | Légpuska              | 625,5     | 37.       | kiesett | kiesett  |
| Lazar Kovačević | Sportpuska, összetett | 592       | 5.        | 407,4   | 8.       |

Női
| Versenyző       | Versenyszám | Selejtező | Selejtező | Döntő   | Döntő    |
| Versenyző       | Versenyszám | Pont      | Helyezés  | Pont    | Helyezés |
| --------------- | ----------- | --------- | --------- | ------- | -------- |
| Zorana Arunović | Légpisztoly | 575       | 10.       | kiesett | kiesett  |

Vegyes
| Versenyző                   | Versenyszám | Selejtező | Selejtező | Döntő                                                          | Döntő    |
| Versenyző                   | Versenyszám | Pont      | Helyezés  | Pont                                                           | Helyezés |
| --------------------------- | ----------- | --------- | --------- | -------------------------------------------------------------- | -------- |
| Zorana Arunović Damir Mikec | Légpisztoly | 581       | 2.        | Törökország (TUR) · Yusuf Dikeç · Şevval İlayda Tarhan · 16–14 |          |

## Taekwondo
Férfi
| Versenyző    | Versenyszám | Selejtező              | Nyolcaddöntő                        | Negyeddöntő       | Elődöntő          | Vigaszág elődöntő | Bronz- mérkőzés   | Döntő             | Helyezés |
| Versenyző    | Versenyszám | Ellenfél Eredmény      | Ellenfél Eredmény                   | Ellenfél Eredmény | Ellenfél Eredmény | Ellenfél Eredmény | Ellenfél Eredmény | Ellenfél Eredmény | Helyezés |
| ------------ | ----------- | ---------------------- | ----------------------------------- | ----------------- | ----------------- | ----------------- | ----------------- | ----------------- | -------- |
| Lev Korneev  | Légsúly     | Bocar Diop (SEN) · 2–0 | Mohamed Khalil Jendoubi (TUN) · 0–2 | kiesett           | kiesett           | kiesett           | kiesett           | kiesett           | 11.      |
| Stefan Takov | Váltósúly   | erőnyerő               | Faysal Sawadogo (BUR) · 0–2         | kiesett           | kiesett           | kiesett           | kiesett           | kiesett           | 11.      |

Női
| Versenyző          | Versenyszám | Nyolcaddöntő                  | Negyeddöntő                   | Elődöntő             | Vigaszág elődöntő | Bronz- mérkőzés   | Döntő                      | Helyezés |
| Versenyző          | Versenyszám | Ellenfél Eredmény             | Ellenfél Eredmény             | Ellenfél Eredmény    | Ellenfél Eredmény | Ellenfél Eredmény | Ellenfél Eredmény          | Helyezés |
| ------------------ | ----------- | ----------------------------- | ----------------------------- | -------------------- | ----------------- | ----------------- | -------------------------- | -------- |
| Aleksandra Perišić | Váltósúly   | Ozoda Sobirjonova (UZB) · 2–1 | Sasikarn Tongchan (THA) · 2–0 | Song Jie (CHN) · 2–0 |                   |                   | Márton Viviana (HUN) · 0–2 |          |

## Tenisz
Férfi
| Versenyző     | Versenyszám | 64-es főtábla                                  | 32-es főtábla                 | Nyolcaddöntő                     | Negyeddöntő                               | Elődöntő                         | Bronz- mérkőzés   | Döntő                                     | Helyezés |
| Versenyző     | Versenyszám | Ellenfél Eredmény                              | Ellenfél Eredmény             | Ellenfél Eredmény                | Ellenfél Eredmény                         | Ellenfél Eredmény                | Ellenfél Eredmény | Ellenfél Eredmény                         | Helyezés |
| ------------- | ----------- | ---------------------------------------------- | ----------------------------- | -------------------------------- | ----------------------------------------- | -------------------------------- | ----------------- | ----------------------------------------- | -------- |
| Novak Đoković | Egyes       | Matthew Ebden (AUS) · 6–0, 6–1                 | Rafael Nadal (ESP) · 6–1, 6–4 | Dominik Koepfer (GER) · 7–5, 6–3 | Sztéfanosz Cicipász (GRE) · 6–3, 7–6(7–3) | Lorenzo Musetti (ITA) · 6–4, 6–2 |                   | Carlos Alcaraz (ESP) · 7–6(7–3), 7–6(7–2) |          |
| Dušan Lajović | Egyes       | Maximilian Marterer (GER) · 3–6, 7–6(8–6), 3–6 | kiesett                       | kiesett                          | kiesett                                   | kiesett                          | kiesett           | kiesett                                   | 33.      |

## Úszás
Férfi
| Versenyző                                                   | Versenyszám     | Előfutam | Előfutam | Előfutam | Elődöntő | Elődöntő | Elődöntő | Döntő   | Döntő    |
| Versenyző                                                   | Versenyszám     | Idő      | Hely.    | Össz.    | Idő      | Hely.    | Össz.    | Idő     | Helyezés |
| ----------------------------------------------------------- | --------------- | -------- | -------- | -------- | -------- | -------- | -------- | ------- | -------- |
| Andrej Barna                                                | 50 m gyors      | 22,19    | 5.       | 30.      | kiesett  | kiesett  | kiesett  | kiesett | kiesett  |
| Andrej Barna                                                | 100 m gyors     | 48,34    | 4.       | 10.*     | 48,11    | 7.       | 14.      | kiesett | kiesett  |
| Velimir Stjepanović                                         | 100 m gyors     | 48,40    | 5.       | 13.**    | 48,78    | 8.       | 16.      | kiesett | kiesett  |
| Velimir Stjepanović                                         | 200 m gyors     | 1:47,56  | 1.       | 18.      | kiesett  | kiesett  | kiesett  | kiesett | kiesett  |
| Velimir Stjepanović Nikola Aćin Justin Cvetkov Andrej Barna | 4 × 100 m gyors | 3:14,68  | 5.       | 11.      |          |          |          | kiesett | kiesett  |

Női
| Versenyző   | Versenyszám    | Előfutam | Előfutam | Előfutam | Elődöntő | Elődöntő | Elődöntő | Döntő   | Döntő    |
| Versenyző   | Versenyszám    | Idő      | Hely.    | Össz.    | Idő      | Hely.    | Össz.    | Idő     | Helyezés |
| ----------- | -------------- | -------- | -------- | -------- | -------- | -------- | -------- | ------- | -------- |
| Anja Crevar | 200 m pillangó | 2:18,46  | 6.       | 17.      | kiesett  | kiesett  | kiesett  | kiesett | kiesett  |
| Anja Crevar | 400 m vegyes   | 4:49,16  | 8.       | 16.      |          |          |          | kiesett | kiesett  |

* - egy másik versenyzővel azonos időt ért el

** - két másik versenyzővel azonos időt ért el